# Rock City
Rock City és una vila dels Estats Units a l'estat d'Illinois. Segons el cens del 2000 tenia 313 habitants.

## Demografia
Segons el cens del 2000, Rock City tenia 313 habitants, 120 habitatges, i 81 famílies. La densitat de població era de 863,2 habitants/km².
Dels 120 habitatges en un 40% hi vivien nens de menys de 18 anys, en un 55,8% hi vivien parelles casades, en un 7,5% dones solteres, i en un 31,7% no eren unitats familiars. En el 28,3% dels habitatges hi vivien persones soles el 18,3% de les quals corresponia a persones de 65 anys o més que vivien soles. El nombre mitjà de persones vivint en cada habitatge era de 2,61 i el nombre mitjà de persones que vivien en cada família era de 3,24.
Per edats la població es repartia de la següent manera: un 31% tenia menys de 18 anys, un 6,4% entre 18 i 24, un 28,8% entre 25 i 44, un 16,6% de 45 a 60 i un 17,3% 65 anys o més.
L'edat mediana era de 34 anys. Per cada 100 dones de 18 o més anys hi havia 92,9 homes.
La renda mediana per habitatge era de 46.250 $ i la renda mediana per família de 51.750 $. Els homes tenien una renda mediana de 35.417 $ mentre que les dones 25.417 $. La renda per capita de la població era de 20.920 $. Aproximadament el 3,4% de les famílies i el 4,7% de la població estaven per davall del llindar de pobresa.

## Poblacions properes
El següent diagrama mostra les poblacions més properes.